# لیلرود
لیلرود (به لاتین: Lillerød) یک عوارض جغرافیایی در دانمارک است که در شهر الیراد واقع شده‌است.

## خصوصیات
لیلرود  ۱۶٬۰۰۷ نفر جمعیت دارد.